# Ligne 46 (Infrabel)
Pour les articles homonymes, voir Ligne 46.
La ligne 46 est une ancienne ligne de chemin de fer belgo-allemande qui reliait Pronsfeld et Bleialf (en Allemagne) à Lommersweiler (situé en Belgique depuis les années 1920). Se prolongeant par la ligne de Gerolstein à Pronsfeld, elle constituait le maillon final de la Vennbahn d'Aix-la-Chapelle à Gerolstein.

## Histoire
La région des Fagnes, proche de la frontière avec la Belgique et le Luxembourg, réclamait de longue date un chemin de fer la reliant au reste de l'Allemagne. La ligne de l'Eifel (de) reliant Cologne à Trèves est mise en service en 1870-1875 mais laisse de côté les communes à l'ouest de cet axe ferroviaire. Par la loi du 15 mai 1882, le gouvernement attribue aux Chemins de fer d'État de la Prusse la construction d'une ligne ferroviaire de 115 km desservant les villes de Saint-Vith et Malmédy (cette dernière grâce à une ligne en impasse raccordée à la principale). Au sud de Saint-Vith, elle se scinderait en deux itinéraires : l'un vers Troisvierges au grand-duché de Luxembourg et l'autre, refermant la boucle, rejoignant Gerolstein sur la ligne de l'Eifel.
La ligne est entamée par ses deux extrémités ; la section Gerolstein - Prüm est livrée en premier à l'exploitation (le 22 décembre 1883) puis de Prüm à Bleialf le 1er octobre 1886. Au nord, les travaux sont longs en raison de la distance à couvrir. C'est seulement en novembre 1887 que la gare de Saint-Vith est inaugurée. La section de Saint-Vith à Lommersweiler (gare de bifurcation où la ligne des Fagnes poursuit vers le Luxembourg) est livrée à l'exploitation en même temps que la ligne de Lommersweiler à Prüm le 1er octobre 1888. À partir de 1889, Lommersweiler devient une bifurcation lorsque la section vers Troisvierges parachève la ligne des Fagnes.
La ligne de Lommersweiler à Prüm et celle vers Gerolstein sont alors considérées comme une seule entité, référencée sous le nom de ligne de l'Eifel-Occidental (de). En 1907, la gare de Pronsfeld devient le point de départ de deux lignes en impasse vers Neuerburg et Waxweiler. L'augmentation du trafic justifie la mise à double voie de la ligne en 1910. Elle jouera un rôle certain pour les transports militaires vers le front de l'Ouest durant la Première Guerre mondiale.
À la suite du traité de Versailles, des cantons Allemands sont attribués à la Belgique. Toute la Vennbahn passe ainsi en territoire belge. Pour ce qui est de la ligne vers Gerolstein, la nouvelle frontière se trouve à 2,9 km de Lommersweiler, entre Steinbruck et Ihren. Les deux administrations ferroviaires, futures SNCB et Deutsche Bahn, se partagent l'exploitation et un contrôle des passeports et marchandises est désormais nécessaire ; le modeste point d'arrêt de Steinebrück devient la dernière gare de la ligne sur le sol belge. La SNCB fait retirer la seconde voie en 1930 et le trafic recule graduellement.
L'occupant rattache à nouveau à l'Allemagne les cantons de l'Est. À la fin de la Seconde Guerre mondiale, les axes de communication stratégiques sont intensément bombardés par les Alliés ou sabotées par l'ennemi en retraite. Des ponts provisoires permettent à la ligne 46 (Lommersweiler - frontière allemande) et son prolongement vers Gerolstein de reprendre du service — cette dernière en 1949 après de coûteux travaux — les dégâts sont tels que la section Lommersweiler - Troisvierges de la ligne 47 est définitivement coupée en deux. 
La SNCB maintient une desserte voyageurs entre Saint-Vith et Bleialf jusqu'au 18 mai 1952 ; les trains de marchandises — principalement du bois — sont à leur tour supprimés sur ces deux sections quelques années après. Les rails de la ligne 46 et de ce qu'il restait de la ligne 47 (Saint-Vith - Lommersweiler) sont retirés en 1960. Du côté allemand, Bleialf restera desservi par des trains de voyageurs jusque 1965 et de marchandises jusqu'en 1987.